# Górnośląskie Towarzystwo Charytatywne
Górnośląskie Towarzystwo Charytatywne – stowarzyszenie, założone jako jedna z pierwszych w Polsce pozarządowych i pozakościelnych organizacji charytatywnych w 1989 roku, z inicjatywy Dietmara Brehmera, związanego z organizacją mniejszości niemieckiej „Pojednanie i Przyszłość”. W dniu 29 listopada 2004 uzyskało status organizacji pożytku publicznego. GTCh działa na terenie Górnego Śląska. Prowadzi zbiórki odzieży dla potrzebujących, noclegownie, wydaje także posiłki dla bezdomnych, bezrobotnych i ubogich. 
Według oświadczenia założyciela, GTCh wydaje rocznie ponad 127 tys. posiłków oraz udziela ok. 56 tys. noclegów.